# Władca Pierścieni: Wojna na Północy
Władca Pierścieni: Wojna na Północy (ang. The Lord of the Rings: War in the North) – fabularna gra akcji wydana na platformy Microsoft Windows, PlayStation 3 oraz Xbox 360, której premiera odbyła się 1 listopada 2011 roku. Akcja gry toczy się w świecie Władcy Pierścieni w północnej części Śródziemia, równolegle do akcji powieści.

## Fabuła
Akcja gry rozgrywa się w północnych regionach Śródziemia w tym samym czasie co wydarzenia przedstawione we Władca Pierścieni. Sojusznik Saurona, czarnoksiężnik Agandaur wraz z armią orków i barbarzyńskich ludów próbuje podbić ludy zamieszkujące północną część kontynentu. Trójka bohaterów – krasnolud Farin, elfka Andriel oraz człowiek Eradan – próbują przeciwstawić się agresorowi.

## Rozgrywka
Wojna na Północy to trzecioosobowa gra akcji z elementami gry fabularnej. Gracz przejmuje kontrolę nad jednym z trójki bohaterów. Postaci zdobywają doświadczenie za wykonywanie różnych zadań oraz pokonywanie wrogów. Po zdobyciu odpowiedniej ilości doświadczenia gracz awansuje na wyższy poziom, dzięki czemu może podnieść współczynniki postaci oraz nauczyć ją nowych umiejętności. W grze można znaleźć wiele przedmiotów, a w część z nich można wyposażyć postać. Niepotrzebny ekwipunek można oddać towarzyszom lub porzucić.
Gra posiada tryb kooperacji dla trzech graczy przez internet, areny (z wyzwaniami polegający na odpieraniu hord przeciwników) oraz tryb Nowa gra plus. Twórcy umieścili na mapach także wiele znajdziek.

## Produkcja
Gra Władca Pierścieni: Wojna na Północy została zapowiedziana 18 marca 2010 roku. Ujawniono wtedy także, że za produkcję odpowie Snowblind Studios, a gra będzie miała swoją premierę w 2011 roku na komputerach osobistych oraz konsolach PlayStation 3 i Xbox 360. Była to pierwsza gra rozgrywająca się w uniwersum Legendarium Tolkiena, której organizacja ESRB przyznała ocenę M.

## Odbiór
Produkcja uzyskała mieszane recenzje w agregatorach GameRankings i Metacritic uzyskując średnią ocen pomiędzy 61/100, a 66/100 w zależności od platformy. Recenzent serwisu Gry-Online pochwalił produkcję m.in. za możliwość gry w trybie kooperacji; oprawę dźwiękową; animacje wrogów oraz dużą liczbę dialogów, które poszerzają wiedzę gracza o Śródziemiu. Skrytykował natomiast m.in.: sztuczną inteligencję postaci niezależnych, oprawę graficzną (m.in. niskiej jakości tekstury), animacje postaci twarzy, powtarzalne walki oraz nierówny poziom trudności gry. Natomiast krytyk portalu IGN stwierdził, że grafika w grze jest całkiem dobra. Pochwalił także rozgrywkę, ale stwierdził, że walki są powtarzalne. Dodał także, że historia jest mdła, a bohaterom brakuje osobowości. Skrytykował także dubbing, ale docenił liczbę czynności do zrobienia w grze.